# Австро-турецкая война (1540—1547)
Австро-турецкая война 1540—1547 — вторая из серии войн между Австрией и Османской империей за господство в Венгрии.

## Возобновление гражданской войны
Надьварадский мир 1538 остановил гражданскую войну, продолжавшуюся более 10 лет. Этот договор, направленный против османов, был тайным, но уже в следующем году представитель Фердинанда Габсбурга Иероним Лаский изменил своему господину и сообщил султану его содержание.
В том же году Янош Запольяи женился на дочери Сигизмунда I Старого Изабелле Ягеллонке, и 7 июля 1540 года та родила ему сына Яноша Жигмонда. Смерть Запольяи последовала подозрительно скоро, 22 июля, но он успел взять с магнатов клятву, что они не станут исполнять договор с Фердинандом.
По инициативе казначея Запольяи надьварадского епископа Дьёрдя Мартинуцци государственное собрание в Шегешваре провозгласило Яноша Жигмонда королём Венгрии, образовало регентский совет и в сентябре обратилось к султану с просьбой о поддержке. Фердинанд также обратился к султану, предложив в обмен на владения Запольяи выплачивать ежегодную дань в 30 тыс. золотых. В ноябре 1540 Габсбург направил в Венгрию небольшую армию под командованием Леонарда фон Фельса. Австрийцы неудачно осаждали Буду, затем заняли Пешт, Вац, Вышеград и Секешфехервар, которые им сдали магнаты, перешедшие на сторону Фердинанда.
Сулейман I в октябре признал Яноша Жигмонда королём Венгрии, а в ноябре объявил войну Фердинанду.

## Пятый поход Сулеймана
В апреле 1541 года нанятая на деньги аугсбургских банкиров 20-тысячная. немецкая армия под командованием Вильгельма фон Роггендорфа осадила Буду вместе с венгерскими войсками Петера Переньи. 23 июня Сулейман выступил в свой пятый венгерский поход. Боснийский и смедеревский паши пришли на помощь осажденным, соединились с войсками Валентина Тёрёка и королевы Изабеллы и 21 августа разгромили австрийскую армию под стенами Буды. 16 тысяч немцев остались лежать на поле сражения, 800 пленников были позднее перерезаны по приказу султана. Турецкая флотилия захватила Пешт. Роггендорф укрылся на одном из дунайских островов, где вскоре умер от ран, а Переньи отступил в Эгер.
29 августа султанские войска вступили в Буду. Сулейман принял решение ликвидировать венгерское королевство Запольяи. Междуречье Тисы и Дуная было объявлено владением Османской империи, образовав вилайет с центром в Буде. Через два дня Изабелла с сыном были отправлены в Липпу. Турки оставили им области Затисья и Трансильванское воеводство, образовавшие вассальное княжество Трансильванию. Мартинуцци стал наместником князя, который отныне был не союзником, а вассалом султана, обязанным выплачивать ежегодную дань в 10 тыс. золотых.
2 сентября Сулейман торжественно вступил в бывшую венгерскую столицу. Храм девы Марии был превращен в мечеть, наместником Буды был назначен Сулейман-паша, до этого управлявший Багдадом. В сентябре в турецкий лагерь прибыли послы Фердинанда Никлас фон Зальм (Младший) и Сигизмунд Герберштейн, предложившие ежегодную дань в 100 тысяч флоринов за передачу Габсбургу королевства Запольяи, или, в крайнем случае, 40 тыс. дукатов в год за восстановление мира. Сулейман заявил, что взял Венгрию силой оружия, и выставил в качестве условия мира передачу туркам Эстергома, Таты, Вышеграда и Секешфехервара.

## Кампания 1542 года
Под давлением магнатов Мартинуцци в октябре 1541 года начал переговоры с Фердинандом. 29 декабря 1541 года был подписан договор о передаче Трансильвании под власть Фердинанда, который обещал освободить от турок Буду. Рейхстаг в Шпейере выделил средства, позволившие направить в Венгрию 60-тысячную армию под командованием Иоахима Бранденбургского. Соединившись с 20-тысячным венгерским войском Каспара Середи и Петера Переньи, христианская армия 26 сентября — 8 октября 1542 года осаждала Пешт, но вскоре из-за неудачных штурмов крепости и разногласий между командующими отдельных контингентов была вынуждена снять осаду и отступила. Император Карл V не смог оказать помощи, так как в июле началась новая итальянская война.
Видя неспособность немцев переломить ситуацию, государственное собрание Трансильвании 20 декабря отказалось от договора с Фердинандом, признало князем Яноша Жигмонда и постановило выплачивать султану ежегодную дань в 10 тыс. золотых.

## Шестой поход Сулеймана
23 апреля 1543 года султан во главе 200-тысячной армии выступил в новый поход на Венгрию. Эту армию сопровождала флотилия из 370 кораблей под командованием Али-Бега и Синан-паши. В ходе этой кампании турки 23 июня взяли Вальпо, в июле — Фюнфкирхен (Печ) и Шиклош, 10 августа, после трехнедельной осады, пал Эстергом. 17 августа османы взяли Тату и 4 сентября Секешфехервар. Депутация горожан, вышедшая к султану с изъявлением покорности, была вырезана по его приказу в целях устрашения жителей. Отряды татар, рассеявшиеся для грабежа, были разбиты Миклошем Зриньи и Ференцем Капольнаи.

## Кампания 1544 года
В 1544 году война продолжилась в Венгрии, Славонии и Хорватии. Будайский паша Мухаммед в конце апреля захватил Вышеград, что позволило туркам взять под контроль навигацию на Дунае, затем были взяты Ноград, Хатван, Дебрекез, Озора и Шимонторнья. В Хорватии Миклош Зриньи и Бильдерштейн с трудом держали оборону. В результате завоеваний 1543—1544 годов турки значительно отодвинули от Буды линию соприкосновения с Габсбургами, окружили столицу сетью крепостей, и обеспечили военную дорогу Стамбул — Буда, шедшую по левому берегу Дуная, захватив полосу, шириной 50—100 км. На берегу Дуная, напротив Эстергома был оборудован укрепленный плацдарм Дженгерделен Паркан (Паркани), ставший первой турецкой крепостью в Верхней Венгрии и базой для дальнейшего продвижения в словацкие земли.

## Мир
В конце 1544 года Габсбурги были вынуждены пойти на мирные переговоры с турками. 10 ноября 1545 было заключено перемирие на полтора года, а 19 июня 1547 года — Константинопольский мир на пять лет между Карлом V и Фердинандом с одной стороны, и Сулейманом I с другой.
Связанные Шмалькальденской войной в Германии, братья были вынуждены признать поражение в первом раунде борьбы с мусульманским миром. Султан готовился к новой войне с Ираном, и также нуждался в передышке на западе. Договор закреплял разделение Венгрии на три части; за свои венгерские владения Фердинанд должен был выплачивать ежегодную дань в 30 тысяч золотых. Венгерские магнаты, сторонники Габсбургов, были недовольны уступкой султану земель, где находились их владения, но им пришлось смириться и 25 ноября 1547 года включить Константинопольский договор в конституцию королевства.